# Teramo a Spicchi
La Teramo a Spicchi è la principale società di pallacanestro della città di Teramo, nata nel 2007 come società dilettantistica per poi acquisire dopo anni di C Silver il titolo di B dall’altra squadra cittadina della Teramo Basket 1960 non avente nulla a che fare con la società del Teramo Basket che ha visto la partecipazione dalla stagione 2003-04 alla stagione 2011-12 alla Serie A, la massima categoria di basket italiana.

## Storia
La Teramo Basket fu fondata da Paolo Antonetti il 5 novembre 1973 con la denominazione AICS (Associazione Italiana Cultura e Sport) Teramo, per curare l'attività giovanile e diffondere la cultura della pallacanestro. La collaborazione di tanti appassionati e professionisti consente che già gli anni '70 e '80 siano pieni di successi in campo provinciale e regionale. Dopo parecchi campionati disputati a livello regionale e dopo aver curato molto i vari settori giovanili, finalmente la Teramo Basket nel campionato 1992-1993 raggiunge la promozione al suo primo campionato nazionale di Serie C1.
Il 1996-97 è la prima stagione in B1, ottenuta con Franco Gramenzi come allenatore. La squadra ottiene la salvezza.
Nel campionato 1997-98 l'allenatore diventa Bruno Impaloni, teramano, già allenatore delle giovanili locali negli anni '80. La prima squadra accede ai play-off per la promozione in Serie A2. L'anno successivo la squadra si attrezza per cercare il salto di categoria ma l'avventura si interrompe ai quarti di finale contro Scafati.
Nel 1999 Carlo Antonetti assume la presidenza della società e inizia ad elaborare un sogno, che diventa progetto organico con la stagione 2001-02: raggiungere la Serie A.
La stagione 1999-00, però, è una stagione problematica. La squadra è composta di molti giovani e a metà stagione la situazione è nera: ultimo posto. Il cambio di allenatore (arriva Marcello Perazzetti) e qualche nuovo inserimento in campo portano ad un grandissimo girone di ritorno che garantisce a Teramo un nuovo accesso ai play-off per la Serie A2. Perde al primo turno con Rieti (di Franco Gramenzi).

La Sanic Teramo 2002-03 che centrò la promozione in A

Lo stesso Gramenzi torna a Teramo per la stagione 2001-02, conclusa con la vittoria dei play-off e la conseguente salita in Legadue.
Trascinata dai 28,3 punti di media del capocannoniere Mario Boni e dall'apporto del resto della squadra, tra cui gli americani Ryan Hoover e Tyrone Grant, la neopromossa Sanic chiude al primo posto la regular season della Legadue 2002-2003 per poi superare ai play-off Imola, Jesi e infine la Pallacanestro Messina nella serie finale terminata 3-2 per i biancorossi. Il club abruzzese ottiene così la seconda promozione nel giro di due anni, centrando la prima storica partecipazione alla Serie A.
Nei primi anni di militanza nella massima categoria Teramo compie campionati di medio-basso profilo arrivando sempre a centrare l'obiettivo principale, ovvero quello della salvezza; tra i biancorossi intanto militano giocatori di grande qualità come Clay Tucker, che nella stagione 2007-08 compie grandi prestazioni per poi trasferirsi al Khimki in Russia.
Il 2009-10 vede la prima partecipazione ad una rassegna continentale: superato l'APOEL Nicosia nei preliminari, i biancorossi fanno bella figura nella regular season di Eurocup, giocandosi fino all'ultimo la qualificazione alle Last 16.

### Stagione 2008-09
La stagione 2008-09 si rivelerà la migliore di sempre nella storia della Teramo Basket.
La squadra allenata dal coach Andrea Capobianco è artefice di una stagione che, escludendo la Montepaschi Siena, dopo la semifinale di Coppa Italia, ha visto i bianco-rossi lottare fino all'ultima giornata per le massime posizioni del campionato. Grazie alla vittoria nell'ultima partita contro la Fortitudo Bologna, che obbliga questi ultimi alla retrocessione in A2, si aggiudica il 3º posto finale.
Nei play-off l'avversario è la Armani Jeans Milano, giunto sesto in campionato, nel debutto storico ai play-off il 18 maggio 2009 al PalaScapriano di Teramo la squadra di coach Capobianco viene sconfitta, stessa sorte si ha in Gara2 al PalaLido di Milano ove Teramo viene sconfitto solo all'ultimo punto per 83-82; in gara-3 i biancorossi si aggiudicano la loro prima partita nei play-off battendo i lombardi di 7 punti; in gara-4 con un canestro all'ultimo secondo di Mindaugas Katelynas, Teramo viene sconfitta ed esce dalla lotta scudetto.
Il piazzamento in campionato, ad ogni modo, consente a Teramo di entrare nella successiva Eurocup, passando dai preliminari.

### Stagione 2010-11
La stagione 2010-11 si rivela essere la peggiore nella storia recente della Teramo Basket. A causa di acquisti estivi oltre le aspettative, la squadra non riesce ad avere un organico competitivo per l'inizio di campionato. Dopo sei partite ancora senza vittoria, la società esonera Capobianco, l'eroe delle due stagioni precedenti, sostituendolo con Alessandro Ramagli. La compagine reagisce anche grazie ad un mercato di riparazione e nella seconda parte di campionato, con un andamento da squadra di play-off, riesce alla penultima giornata, ad evitare matematicamente l'ultimo posto che sancisce la retrocessione diretta, salvo poi perdere la gara decisiva contro la Virtus Bologna classificandosi al penultimo posto. La società però si impegna subito per pagare la wild card per la permanenza nella massima serie, versando la cifra il 10 giugno 2011.

### Stagione 2011-12
In una nota ufficiale della società del 30 giugno 2011 si legge: "Questa mattina il gruppo capeggiato dal Vice Presidente della Teramo Basket Lino Pellecchia, ha acquistato il 100% delle quote della società. Ne fanno parte lo stesso Lino Pellecchia, Antonio Pellecchia, e i fratelli Alfredo e Lucio Capasso.
La Teramo Basket Srl, inoltre comunica di aver provveduto ad effettuare,  sempre nella giornata odierna, i pagamenti di tutte le scadenze federali, previste per il 30 giugno 2011, relative all'iscrizione al prossimo campionato 2011-12. ". A seguito di tale annuncio, nuovo presidente della società è divenuto Corrado Pellanera, che oltre a essere una gloria della pallacanestro teramana e azzurra, è coetaneo e amico di vecchia data di Lino Pellecchia. Il passato presidente Carlo Antonetti, esce di fatto di scena dalla dirigenza della società biancorossa lasciando la proprietà in mano al nuovo gruppo capeggiato dal vecchio vicepresidente.

### La scomparsa
Finita la stagione 2011-12, il Consiglio Federale, sentita la relazione della Comtec e delle Leghe professionistiche riconosciute, ha dato parere negativo per l'ammissione al campionato professionistico 2012-13 di Serie A della società Teramo Basket Srl. La nuova dirigenza del Teramo Basket non riesce a fronteggiare i problemi economici derivanti dalla gestione precedente e non si iscrive al campionato di Serie A 2012/13, come non si iscrive in nessun campionato.
Teramo rimarrà senza alcuna squadra in campionati nazionali fino al 2016, anno in cui una nuova società, la Teramo Basket 1960 guidata da Ermanno Ruscitti, riuscirà ad iscriversi in Serie B, il terzo livello del campionato italiano.

### Oggi
Dopo la formazione di altre squadre cestistiche a Teramo come la Penta Basketball Teramo o la Teramo Basket 1960, nell'estate 2020 nasce la TASP (Teramo a Spicchi 2k20) con l'acquisizione del titolo sportivo per la partecipazione al campionato di Serie B LNB, campionato tuttora disputato dalla società del presidente Fabio Nardi.

## Sponsor
- Sanic Teramo (2001-2003)
- Navigo.it Teramo (2004-2006)
- Siviglia Wear Teramo (2006-2008)
- Banca Tercas Teramo (2008-2012)
- Groupama Teramo (2009-2010) in Eurocup
- Adriatica Press Teramo (2018-2020)
- Rennova Teramo (2020-2022)

## Allenatori
- 2001-2004 Franco Gramenzi
- 2004-2005 Cesare Pancotto
- 2005-2006 Matteo Boniciolli
- 2006-2007 Luca Dalmonte poi Massimo Bianchi
- 2007-2008 Massimo Bianchi
- 2008-2010 Andrea Capobianco
- 2010-2011 Andrea Capobianco poi Alessandro Ramagli
- 2011-2012 Alessandro Ramagli
- 2019-2020 Manuel Cilio
- 2020-2021 Simone Stirpe poi Giorgio Salvemini
- 2021-2022 Giorgio Salvemini
- 2022-2023 Andrea Gabrielli
- 2023-2024 Massimo Gramenzi

## Numeri ritirati
- Alla fine della stagione 2003-2004 di Serie A della squadra, dopo due anni di militanza nel club, è stata ritirata la maglia numero 20 indossata da Mario Boni.

20  Mario Boni AP (2002-2004)